# アントニオ・クルズ
アントニオ・クルズ（Antonio Cruz、1971年10月31日 - ）は、アメリカ合衆国、ロングビーチ (カリフォルニア州)出身の自転車競技（ロードレース）選手。

## 来歴
1999年
- アメリカ合衆国選手権 クリテリウム 優勝

2000年
- アメリカ合衆国選手権 クリテリウム 2位
- カンピウンスハップ・ファン・フラーンデレン 12位
- シドニーオリンピック ロードレース 52位

2001年
- クラシカ・デ・アルメリア 12位
- ブエルタ・ア・エスパーニャ 総合103位